# Stacie Orrico
Stacie Joy Orrico (Seattle, 3 maart 1986) is een Amerikaanse singer-songwriter en actrice. Ze brak in Nederland en België door met de single Stuck, die de derde plaats in de Nederlandse Top 40 en de 9de plaats in de Vlaamse Ultratop 50 bereikte.

## Carrière
Stacie Orrico begon al serieus met zingen toen ze 12 jaar oud was. Ze nam deel aan een christelijk muziekfestival Praise in the Rockies in Colorado. Een vertegenwoordiger van Forefront Records hoorde haar zingen en wilde dat Orrico direct een contract tekende.
Het debuutalbum van Orrico, Genuine, werd in 2000 uitgebracht. Van dit album werden in de eerste week 13.000 stuks verkocht. Het album werd vooral in christelijke gemeenschappen in Amerika, in totaal ongeveer 500.000 exemplaren verkocht. In 2001 stond Orrico in de Amsterdam ArenA tijdens de EO-Jongerendag.
Haar tweede, en veel bekendere, album Stacie Orrico werd uitgebracht in 2003. Het album kwam binnen op nummer 67 in de albumlijst in de Verenigde Staten. De eerste single betekende de doorbraak van Orrico. Het nummer Stuck stond bijna overal ter wereld minimaal in de top 10. Stuck werd gevolgd door het minder populaire (There's gotta be) More To Life, dat toch ook nog in veel landen hoog in de charts kwam te staan. De volgende singles haalden ook niet het succes van Stuck. I promise en I could be the one haalden allebei geen hoge positie, in geen enkel groot land. I Promise stond alleen even op nummer 4 in Mexico. Van het album Stacie Orrico werden uiteindelijk alleen in Amerika al 500.000 exemplaren verkocht. Verder was Orrico ook populair in Japan, alwaar 600.000 albums werden verkocht. In totaal werd het album 3,4 miljoen wereldwijd verkocht.
Na het album Stacie Orrico en de singles van dat album wilde de zangeres helemaal stoppen met zingen. Met een aantal vrienden verhuisde ze naar Malibu in Californië en begon ze te werken in een café. Tijdens deze 'break' begon ze toch weer muziek te schrijven en te zingen. Ze kreeg weer zin om te zingen en maakte haar comeback.
Het nieuwe album van Orrico had moeten uitkomen op 29 augustus 2006, maar zij en haar management waren een beetje bang voor tegenstand van andere populaire albums die ook rond die datum werden uitgebracht (onder andere Jessica Simpson, Justin Timberlake en Beyoncé. Het album werd uitgesteld en uiteindelijk uitgebracht in maart 2007. Van tevoren waren alvast een paar tracks van het album uitgelekt op internet, maar toch werd ook dit album met de titel Beautiful Awakening ook weer een redelijk groot succes.

De singles van het album, I'm not missing you en So simple deden het echter niet zo goed.

## Discografie

### Albums
Genuine

Jaar: 2000

Singles: Genuine, Everything

Hoogste positie: 103 (Amerikaanse albumlijst)

Stacie Orrico

Jaar: 2003

Singles: Stuck, (There's Gotta Be)More To Life, I Promise, I Could Be The One, Instead

Hoogste positie: 59 (Verenigde Staten), 37 (Engeland)

Live in Japan

Jaar: 2004

Singles: geen

Hoogste positie: 64 (Engeland)

Beautiful Awakening

Jaar: 2007

Singles: I'm Not Missing You, So Simple

Hoogste positie: 64 (Engeland)

### Singles
| Jaar | Titel                             | Album               | Positie | Positie | Positie | Positie | Positie | Positie | Positie | Positie | Positie | Positie | Positie | Positie |
| Jaar | Titel                             | Album               | U.S.    | U.K.    | AUS     | JAP     | IER     | NZ      | POL     | DUI     | MEX     | CHI     | TUR     | NL      |
| ---- | --------------------------------- | ------------------- | ------- | ------- | ------- | ------- | ------- | ------- | ------- | ------- | ------- | ------- | ------- | ------- |
| 2000 | "Genuine"                         | Genuine             | -       | -       | -       | -       | -       | -       | -       | -       | -       | -       | -       | -       |
| 2000 | "Everything"                      | Genuine             | -       | -       | -       | -       | -       | -       | -       | -       | -       | -       | -       | -       |
| 2003 | "Stuck"                           | Stacie Orrico       | 52      | 9       | 3       | 1       | 8       | 3       | 3       | 4       | 2       | 1       | 1       | 3       |
| 2003 | "(There's Gotta Be) More to Life" | Stacie Orrico       | 30      | 12      | 11      | -       | 16      | 3       | 2       | 12      | 7       | -       | 1       | 16      |
| 2004 | "I Promise"                       | Stacie Orrico       | -       | 22      | 48      | -       | 26      | -       | -       | -       | 4       | 12      | -       | -       |
| 2004 | "I Could Be the One"              | Stacie Orrico       | -       | 34      | -       | -       | -       | -       | 20      | -       | -       | -       | -       | -       |
| 2004 | "Instead"                         | Stacie Orrico       | -       | -       | -       | -       | -       | -       | -       | -       | -       | -       | -       | -       |
| 2006 | "I'm Not Missing You"             | Beautiful Awakening | 119     | 22      | 26      | 32      | 38      | 18      | 12      | 32      | 89      | -       | -       | 38      |
| 2006 | "So Simple"                       | Beautiful Awakening | -       | -       | -       | -       | -       | -       | -       | -       | -       | -       | -       | -       |